# Markovits Ilka

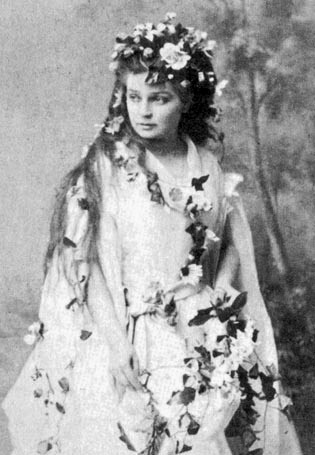
Markovits Ilka mint Ophelia

Markovits Ilka, született: Markovits Ilona Mária Alojzia, névváltozatok: Markovics, Pauliné Markovits Ilka (Pest, 1839. december 24. – Cirák, 1915. november 18.) magyar opera-énekesnő (szoprán). Pauli Richárd felesége.

## Élete
Édesapja Markovits József, előkelő Krassó vármegyei köznemes, Pest város alügyésze, édesanyja, Schmied Lujza (Alojzia) műkedvelő énekesnő volt. Markovits Ilka Aradon tanult, majd 1856-tól Bécsben képezte magát Salvi mesternél. 1859. október 15-én lépett fel először a Nemzeti Színházban, Prascovia szerepében (Meyerbeer: Észak csillaga), s az intézményhez szerződött. 1861-ben Kolozsvárott, 1863-ban a bécsi udvari Operaházban játszott. 1873-ban meghűlve érkezett a bécsi fellépésre, ezért meg kellett erőltetnie magát, ami hangját tönkretette. Pesten 1873. október 9-én lépett utoljára színpadra. Pauli Richárdtól elvált, 1877. december 1-jén Kaszay Zsigmond budapesti királyi táblabíró felesége lett.

## Főbb szerepei
- Erkel Ferenc: Hunyadi László – Gara Mária
- Erkel Ferenc: Bánk bán – Melinda
- Mozart: A varázsfuvola – Az Éj királynője
- Verdi: Rigoletto – Gilda
- Thomas: Hamlet – Ophelia
- Meyerbeer: Dinorah vagy Le Pardon de Ploërmel – Dinorah
- Meyerbeer: L’Étoile du Nord